# Laos en los Juegos Olímpicos de Sídney 2000
Laos estuvo representado en los Juegos Olímpicos de Sídney 2000 por tres deportistas, dos hombres y una mujer, que compitieron en dos deportes.
El portador de la bandera en la ceremonia de apertura fue el atleta Sisomphone Vongpharkdy. El equipo olímpico laosiano no obtuvo ninguna medalla en estos Juegos.